# Homalia variifolia
Homalia variifolia är en bladmossart som beskrevs av Welwitsch och Jean Étienne Duby 1872. Homalia variifolia ingår i släktet Homalia och familjen Neckeraceae. Inga underarter finns listade i Catalogue of Life.